# Stazione di Ōmi-Maiko
La stazione di Ōmi-Maiko (近江舞子駅?, Ōmi-Maiko-eki) è una stazione ferroviaria della città di Ōtsu, nella prefettura di Shiga in Giappone. La stazione è gestita dalla JR West e serve la linea Kosei sulla sponda occidentale del lago Biwa.

## Linee
JR West
■ Linea Kosei

## Struttura
La stazione è costituita da due marciapiedi a isola con 4 binari su viadotto. 
Per quanto riguarda il traffico, per tutto il giorno alla stazione fermano circa 4 treni all'ora con rinforzi alle ore di punta.
| 1 | ■ Linea Kosei | per Ōmi-Takashima, Ōmi-Imazu e Tsuruga |
| 2 | ■ Linea Kosei | per Yamashina, Kyoto e Ōsaka           |

## Stazioni adiacenti
| «           | Servizio               | »            |
| Linea Kosei | Linea Kosei            | Linea Kosei  |
| ----------- | ---------------------- | ------------ |
| Hira        | Locale                 | Kita-Komatsu |
| Katata      | Rapido Rapido Speciale | Kita-Komatsu |